# Base Naval Austral
La Base Naval Austral (en ucraniano: Південна військово-морська база, en ruso: Южная военно-морская база Украины) era una base naval de las Fuerzas Armadas de Ucrania situada en un pueblo de Novoozerne (parte de Eupatoria) en el lago Donuzlav, en el oeste de la península de Crimea.
La base fue reorganizada en lugar de la base naval de Crimea de la Unión Soviética, que ocupaba por completo la orilla sur del lago e incluyó literas aerodeslizadores, la Estación Aérea Donuzlav y una base submarina. La mayor parte de la antigua base fue desmontada, mientras que la estación aérea no está operativa.
La actual base había sido establecida por Ucrania en 1996 y había celebrado su 15° aniversario en 2011.
Durante la Crisis de Crimea de 2014, en la noche del 5 al 6 de marzo naves de la flota rusa del Mar Negro, que controlaban el lago, hundieron al Crucero Ochakov para crear un bloqueo naval y prevenir la llegada a la zona de navíos de la flota ucraniana.
Tras la anexión de Crimea a Rusia, la base quedó bajo control de las fuerzas armadas de dicho país.